# اچ‌ام‌اس فیلومل (۱۸۴۲)
اچ‌ام‌اس فیلومل (۱۸۴۲) (به انگلیسی: HMS Philomel (1842)) یک کشتی بود. این کشتی در سال ۱۸۴۲ ساخته شد.